# 영리병원
영리병원이란 영리법인이 운영하는 병원을 말한다.

## 개념
영리병원을 이해하려면 우선 영리법인을 이해해야 한다. 특정한 사업을 하기로 뜻을 같이 한 다수의 투자자들이 모여 영리법인을 설립한다. 설립된 영리법인은 해당 사업을 수행하고, 그 결과 발생한 이윤을 투자자들에게 분배해준다. 가령 주식회사가 대표적인 영리법인이다. 즉 주식회사에 있어 투자자는 주주이고, 주식회사는 사업을 통해 벌어들인 이윤을 주주들에게 분배한다.
결국 영리법인이란 수익사업을 행하고, 그를 통해 벌어들인 이윤을 법인의 구성원(투자자, 가령 주식회사의 주주)에게 분배하는 법인이라고 정의할 수 있다. 이러한 영리법인이 의료기관을 개설하여 의료사업을 할 경우, 그 의료기관이 바로 영리병원이다.
영리병원 중 상당수는 유럽과 북미에 위치해 있으며, 특히 20세기 후반에 설립된 병원 중 상당수가 미국에 있다. 전통적이고 일반적인 비영리병원과 달리 주주들을 위해 수익을 창출하려고 한다. 2015년 Health Affairs지에 발표된 연구에 따르면, 미국에서 가장 높은 요금을 받는 병원은 영리병원이다.

## 미국의 경우
미국에서 이러한 세 개의 가장 큰 회사는 Hospital Corporation of America, Tenet 및 Enclude Health이다. Enclude Health는 미국에서 세 번째로 큰 전국 체인으로서 재활 서비스의 선두적인 제공업체이기도 하다. 2010년에 Universal Health Services에 인수되기 전까지 Psychiatric Solutions는 미국에서 가장 큰 정신 의료 서비스 제공업체였다.
개념적으로 관련된 기관은 현재 미국에서 의료 서비스를 제공하는 주요 수단으로 구성된 영리 HMO이다. 이러한 기관의 지지자들은 효율성이 높아져 더 낮은 비용으로 더 나은 치료를 제공할 수 있다고 주장한다. 또한 자유 시장에서 병원은 경쟁으로 인해 더 잘 할 수 있는 동기를 갖게 된다고 한다. 찬성하는 자들은 영리 병원이 의료산업 단지를 촉진하고 의사와 환자의 상호 작용을 줄일 수 있다고 주장한다.
그러나 반대하는 자들은 영리 의료 제공자의 상대적인 성공은 주로 부유하고 보험에 가입한 고객에게 수익성이 높은 의료 서비스를 제공하는 방식으로 의료 시장에서 자신을 위치시키는 것에서 비롯된다고 주장한다. 따라서 예를 들어, 비판자들은 영리 병원이 의료 재활, 선택/성형 및 심장학과 같은 수익성이 높은 분야를 전문으로 하는 반면, 주로 가난한 사람들을 수용하는 응급 의료와 같은 손실 창출 서비스의 제공은 피한다고 주장한다. 유사하게, 영리 HMO를 비판하는 사람들은 이러한 회사가 건강한 사람들을 불균형적으로 보험에 가입시키는 동시에 만성 질환자를 피한다고 주장하며, 이들은 기본적으로 공공보험 계획과 비영리 제공자에 의해 불균형적으로 치료받아야 한다. 따라서 바람직하지 않은 환자에 대한 소위 "덤핑"이라고 한다.

## 캐나다의 경우
영리 병원들은 또한 캐나다 의료 기관의 요소들로부터 더 높은 비용으로 열등한 치료를 제공한다는 비판을 받았다. 이 논평은 캐나다 의사 협회 저널에 실리고 이 사설은 뉴잉글랜드 의학 저널에 실렸다.

## 인도의 경우
인도의 영리 병원들은 최근 언론의 집중적인 조사를 받고 있다. Huffington Post의 기사에서, 그들은 "기업 병원"과 상급 외과 의사들이 필요하지 않더라도 환자들에게 수술을 팔라고 지시 받는 문제에 대해 이야기했다. 한 경우, 한 의사는 수술할 환자가 충분하지 않으면 해고될 것이라고 들었다.

## 대한민국의 경우
대한민국 의료법상 의료기관을 개설할 수 있는 자는 중앙정부 및 지방정부, 의료인, 비영리법인 등이다. 반면 영리법인은 의료기관을 개설할 수가 없다. 다시 말해 대한민국에서 영리법인은 의료사업을 행할 수가 없다. 따라서 대한민국에서 영리병원은 개설될 수가 없다.
박근혜 정부는 병원은 비영리로 운영하되, 영리 자회사를 갖출 수 있게 함으로써 병원들이 어느 정도 투자자들의 개입을 받을 수 있게 만들었다.
2018년 12월 5일, 제주도에 최초의 영리병원이자 외국인이 이용하는 '녹지국제병원' 의 개설이 허가되면서 논란이 되고 있다.

## 같이 보기
- 영리의료법인